# 香川県立三本松高等学校
香川県立三本松高等学校（かがわけんりつさんぼんまつこうとうがっこう）は、香川県東かがわ市三本松に所在する公立の高等学校。通称は「三高」（さんこう）。

## 概要
1900年（明治33年）創立の香川県高松中学校大川分校を前身とし、県内では高松高校、丸亀高校に次ぐ伝統校である。卒業生は2万人を超える。
毎年4月26日の創立記念日に虎丸山（標高417m）に登山して帰校する、全行程約12kmの伝統行事である虎丸登山が行われる。
2003年（平成15年）6月5日に文部科学省スーパーサイエンスハイスクール（平成15年度から17年度）として指定され、2006年（平成18年）4月1日に再指定（平成18年度から22年度）された。2012年（平成24年）3月31日に指定終了した。

## 沿革
| 1900年 （明治33年） | - 香川県高松中学校大川分校開校                                                                       |
| 1903年 （明治36年） | - 香川県立大川中学校として独立 - 校舎移転、4月26日を創立記念日と制定                                 |
| 1948年 （昭和23年） | - 学制改革により、香川県立大川高等学校に改称 - 定時制課程設置                                        |
| 1949年 （昭和24年） | - 香川県高等学校再編成により香川県立三本松高等学校に改称                                             |
| 1966年 (昭和41年)   | - 現在地に移転                                                                                       |
| 1969年 (昭和44年)   | - 理数科設置                                                                                         |
| 1997年 （平成9年）  | - 普通科国際コミュニケーション類型設置                                                               |
| 2003年 （平成15年） | - 文部科学省よりSSH（スーパーサイエンスハイスクール）研究開発指定校に選出 - 理数科設置35周年記念式典 |

なお、引田分校（1948年 - 1984年）に関しては後身の香川県立大川東高等学校を参照のこと。

## 設置課程
- 全日制（計4組）

1年生
- - 普通科
    - 普通類型 （2クラス）
    - 普通科選抜（1クラス）

  - 理数科 （1クラス）

2、3年生（1年次にコース選択あり）
- - 普通科
    - 普通類型（文系コース、理系コース）（1クラス）
    - 普通類型（文系コース、国際コース）（1クラス）
    - 普通科選抜（文系コース、国際コース）（1クラス）

  - 理数科（1クラス）

理数科は、2年生から3年生に進級する際のクラス替えは行われない
- 定時制
  - 普通科

## 部活動
文化部
- 書道部
- 美術部
- ESS部
- 吹奏楽部
- 科学部
- コンピュータ部
- 天文部
- SF研究同好会
  - 全国高等学校漫画選手権大会 まんが甲子園 本選大会出場1回（第19回）
- ボランティア同好会
- 調理同好会

運動部
- 野球部
  - 選抜高等学校野球大会出場1回（2005年〈第77回〉に希望枠として選出）
  - 全国高等学校野球選手権大会出場3回（1984年〈第66回〉、1993年〈第75回〉、2017年〈第99回〉／ベスト8）
- 剣道部
- 柔道部
- 弓道部
  - 2014年（平成26年）全国高等学校総合体育大会（インターハイ） 女子団体戦 準優勝
  - 2014年（平成26年）全国高等学校総合体育大会（インターハイ） 個人戦 3位
- サッカー部
- フェンシング部
  - 2014年（平成26年）全国高等学校総合体育大会（インターハイ） 個人戦 サーブル 3位
  - 2016年（平成28年）全国高等学校総合体育大会（インターハイ） 個人戦 サーブル 優勝（女子）
- 卓球部
- バレーボール部
- バスケットボール部
- ソフトテニス部
- バドミントン部
- 水泳部
- 陸上部

## 部活動施設
主に運動部
- 第1体育館
- 第2体育館
- 武道場
- 柔道場
- 剣道場
- 弓道場
- 卓球場
- 運動場（上グラウンド）
- 運動場（下グラウンド）
- テニスコート
- トレーニングルーム
- フェンシング競技専用施設
- 野球専用グラウンド及び雨天練習場

## 学校行事
全日制
- 【伝統行事】
創立記念虎丸登山（4月26日）
- 【生徒会行事】
体育祭（5月）
文化祭（9月）
クラスマッチ（7月と2月、3年生は7月のみ）
- 【普通科行事】
修学旅行（2年生）
- 【国際コース行事】
海外語学研修（2年生 7月）
- 【理数科行事】
海外フィールド研修（2年生）
- 【理数選抜クラス行事】
体験外部研修（1年生 9月）
- 【選抜ｺ-ｽ行事】
外部研修旅行（2年生 8月）

定時制
- 【主な行事】
新入生歓迎行事（4月）
県定通総合体育大会（6月）
文化祭（9月）
生活体験発表会（10月）
遠足（11月）
予餞会（2月）

## 地域との関わり
- 土曜公開実験

　学校休みの土曜日には、小学校に出向いて地域の子どもたちに理科の実験を公開している。
- キッズイングリッシュ

　普通科国際コースの2年生が、授業の一環として、予め授業等で準備をして小学校へ行き、児童に英語のクイズを出題するなどのふれあいをする活動。
- 三高みんなの食堂

　在学生減少などで閉鎖が検討されていた学生食堂（学食）を、学生の自主運営に切り替えることで存続・再生させた。三本松高校と農業法人、香川大学、地域住民がいくつかのチームに分かれて協力し合う「三高みんなの食堂プロジェクト」として2020年に本格的に始動した。SDGsや地産地消、食品ロスを減らす取り組みをしつつ、昼食の弁当やおにぎり、季節限定商品、体育祭弁当などを販売している。また、餅つきなどのイベントを開催している。Instagramでは、食堂の様子や毎週の献立を発信している。三本松高校の生徒は、そのプロジェクトに自主的に参加することができる。また、地域で採れた食材の販売も行なっている。

## 交通アクセス
最寄りの鉄道駅
- JR四国高徳線「三本松駅」より徒歩10分

最寄りのバス停
- 大川バス引田線・五名福栄線「三本松」より徒歩10分

## 著名な出身者
学術
- 南原繁：元東京大学総長
- 真島正市：元東京理科大学学長
- 鈴木清太郎：九州大学名誉教授
- 数野太郎：広島大学名誉教授

実業
- 藤井松太郎：第7代日本国有鉄道総裁
- 田中香苗：元毎日新聞社社長
- 宮武一夫：第一製薬社長
- 木下元義：元丸金醤油社長

政治
- 木村武千代：元衆議院議員
- 川北文雄：元香川県副知事
- 樋端久利雄：元海軍大佐
- 藤井秀城：東かがわ市元市長

文化
- 高見広春：作家
- 高木智視：作家
- 原 文彦：作詞家

スポーツ
- 神風正一：元大相撲力士
- 浜口喜博：競泳選手
- 帖佐寛章：陸上競技指導者
- 東哲也：元プロ野球選手
- 川畑勇一：元プロ野球選手
- 三好大倫：元プロ野球選手
- 吉井憲治：元社会人野球選手
- 山本伸二：元ハンドボール選手
- 住田修：自転車競技選手
- 森高一真：ボートレーサー
- 池本宗太朗：バスケットボール選手

その他
- 林史乃：元ミス日本グランプリ